# Connor Randall
Connor Randall (* 21. Oktober 1995 in Liverpool) ist ein englischer Fußballspieler. Der rechte Außenverteidiger steht beim schottischen Erstligisten Ross County unter Vertrag und ist ehemaliger englischer Juniorennationalspieler.

## Sportlicher Werdegang
Randall, der aus der nördlich von Liverpool gelegenen Gemeinde Maghull entstammt, schloss sich im Alter von sechs Jahren der Nachwuchsakademie des FC Liverpool an und wurde schnell Mannschaftskapitän der U8. Auf dem Weg durch die Jugendauswahlen des Vereins wurde er 2013 in die U21 befördert und zum Saisonende debütierte er in einem Freundschaftsspiel gegen die Shamrock Rovers. Im Februar 2015 wurde der offensiv ausgerichtete rechte Außenverteidiger an den Viertligisten Shrewsbury Town ausgeliehen, für den er jedoch nur zu einem Kurzeinsatz per Einwechslung kam.
Nach seiner Rückkehr nach Liverpool saß Randall am 17. September 2015 in der Europa League gegen Girondins Bordeaux für die Profimannschaft von Liverpool erstmals auf der Ersatzbank und im Ligapokal gegen den AFC Bournemouth (1:0) folgte unter dem neuen Trainer Jürgen Klopp sein Debüt. Im Dezember 2015 unterschrieb Randall einen neuen Vertrag und in einem erneuten Aufeinandertreffen mit Bournemouth im April 2016 feierte er auch in der Premier League seinen Einstand. Im Juli 2017 wurde Randall für eine Saison nach Schottland an den schottischen Erstligisten Heart of Midlothian verliehen, wo er daraufhin regelmäßig zum Einsatz kam. Im August 2018 verlieh ihn der FC Liverpool an den englischen Drittligisten AFC Rochdale, für den er im folgenden halben Jahr jedoch verletzungsbedingt jedoch nur ein Ligaspiel bestritt und im Januar 2019 wieder nach Liverpool zurückkehrte. Sein auslaufender Vertrag wurde im Sommer 2019 nicht verlängert, woraufhin Randall den Verein nach insgesamt 17-jähriger Zugehörigkeit verließ.
Nach kurzzeitiger Vereinslosigkeit schloss sich Randall im September 2019 dem bulgarischen Erstliga-Aufsteiger Arda Kardschali an. Nach Ablauf der Saison kehrte er im Sommer 2020 nach Großbritannien zurück, wo ihn der schottische Erstligist Ross County verpflichtete.
Im Jahr 2011 bestritt Randall vier Länderspiele für die englische U-17-Nationalmannschaft.